# José Luis Perelli
José Luis Perelli (Madrid, 1 de julio de 1961) Economista, miembro del Registro Oficial de Auditores de Cuentas (ROAC) y miembro del Instituto de Censores Jurados de Cuentas (ICJCE), anteriormente había sido presidente de EY en España.

## Biografía
Casado y con tres hijos, realizó sus estudios en el madrileño Colegio Salesianos Francos Rodríguez, estudiando posteriormente Ciencias Económicas por la Universidad Complutense de Madrid. Ha desarrollado toda su vida laboral en EY. Además del miembro del Instituto de Censores Jurados de Cuentas y del Registro Oficial de Auditores de Cuentas, es miembro de la Fundación Endeavor.
Especialista en el sector de las Telecomunicación y con gran experiencia como auditor, está al frente del premio Emprendedores del Año.

## Carrera profesional
En 1987 se incorporó a EY donde ha ocupado diversos puestos de responsabilidad. Durante los años 90 90, trabaja como Gerente de Auditoría en la oficina de la firma en Richmond (Estados Unidos). Tras su paso por la oficina de Estados Unidos, en el año 2000 se traslada a Canarias para dirigir las actividades de EY en dicha Comunidad Autónoma durante tres años. Durante ese periodo es nombrado socio de Ernst & Young. Desde 2004 hasta 2013 va a ser Socio Director de Auditoría en España, cargo que compagina, entre 2005 y 2010, con el de Socio Responsable de Telecomunicaciones. Tras ejercer esta labor es nombrado, Conejero Delegado de EY en España y Socio Director de Operaciones de la Región Mediterránea (Italia, España y Portugal) -cargo que continúa ejerciendo en la actualidad-. En 2014 es nombrado presidente de EY España sustituyendo a José Miguel Andrés, cargo en el que continuará hasta julio de 2019, cuando es sustituido por Federico Linares. En julio de 2019 para a estar al frente de la Fundación EY.